# Janusz Brzeski
Janusz Waldemar Brzeski (ur. 24 września 1955 w Bochni, zm. 30 sierpnia 2020 tamże) – polski działacz związkowy i polityk, poseł na Sejm III kadencji.

## Życiorys
Syn Jana i Krystyny. Absolwent technikum mechanicznego. Był etatowym działaczem Niezależnego Samorządnego Związku Zawodowego „Solidarność”. W latach 90. kierował delegaturą Regionu Małopolska związku na Bochnię i Brzesko. W wyborach w 1997 uzyskał mandat poselski z listy Akcji Wyborczej Solidarność w okręgu tarnowskim. Przystąpił do Ruchu Społecznego AWS. W 2001 bez powodzenia ubiegał się o reelekcję z ramienia Akcji Wyborczej Solidarność Prawicy. Później wycofał się z działalności politycznej, został m.in. członkiem kierowniczych organów Miejskiego Przedsiębiorstwa Wodociągów i Kanalizacji w Bochni.
Pochowany na cmentarzu komunalnym w Brzesku.